# التياترو

شعار التياترو

التِيَاتْرُو (بالفرنسية: El Teatro، وكلمة التياترو هي باللهجة التونسية مرادفة لكلمة المسرح، أصلها من الإيطالية: Il teatro، أي المسرح) فضاء للإنتاج الفني والمسرحي، وهو أول فضاء مسرحي خاص في تونس، أسسه توفيق الجبالي عام 1987.

## طاقم التياترو
- المؤسس والمدير الفني: توفيق الجبالي.
- المديرة: زينب فرحات.
- المكلف بالاتصال:وليد مطيمط.
- المسؤول التقني والموظب العام: صبري العتروس.
- المسؤول عن المعارض: محمود شلبي.
- النقل والمراقبة: رضا الرياحي.
- الشؤون الإدارية والمالية: إيناس الجبالي.
- مساعد تقني: وليد حصير.
- تقني الصوت: محمد هادي بلخير.
- الأرشيف والمحاسبة: هادية الغربي.

## وصلة خارجية
- (بالفرنسية) الموقع الرسمي للتياترو.